# Département du sud
Le département du Sud est un département militaire de l'armée des États-Unis qui existe pendant plusieurs périodes au cours du XIXe siècle.

## 1862-65
Au cours de la guerre de Sécession, le département du sud est composé de troupes de l'armée de l'Union occupant les États de la Floride, de la Géorgie et de la Caroline du Sud. Il comprend des troupes stationnées à Hilton Head, Morris Island, Savannah, en Géorgie et Pensacola, en Floride. Jusqu'en 1864, son commandement coïncide avec celui du Xe corps.

### Commandants
- Major général David Hunter, du 31 mars au 3 septembre 1862
- Major général Ormsby M. Mitchel, du 3 septembre 1862 au 30 octobre 1862 (mort de la fièvre jaune)
- Brigadier général John M. Brannan, du 30 octobre 1862 au 21 janvier 1863
- Major général David Hunter, du 21 janvier au 3 juin 1863
- Major général Quincy Adams Gilmore, du 12 juin 1863 au 1er mai 1864
- Brigadier général John P. Hatch, du 1er mai 1864 au 26 mai 1864
- Major général John G. Foster, du 26 mai 1864 au 11 février 1865
- Major général Quincy Adams Gilmore, du 9 février au 17 novembre 1865 ;

## 1866
Cette période du département du sud se compose de postes au sein de la Géorgie, de l'Alabama et de la Floride, dans ce qui est alors le troisième district militaire.

## 1866-67
Cette période du département du sud se compose de postes dans les Carolines, dans ce qui était alors le deuxième district militaire. Il est commandé par le général Daniel Sickles.

## 1868-83
Pour cette période, le département du sud se compose des États reconstruits de l'ancienne Confédération. Il est subordonné à la division militaire du sud jusqu'en 1876, et à la division militaire de l'Atlantique par la suite.
Lors de la période de reconstruction, le département du sud se voit notamment assigné la tâche de faire respecter le déroulement des élections. Ainsi en 1876, des renforts sont envoyés en provenance de la division de l'Atlantique, et le général Ruger déploie les troupes à proximité des bureaux de vote.

### Commandants
- Major général George G. Meade, août 1868 – 12 mars 1869
- Brigadier général Thomas Howard Ruger, 8 septembre 1876 – 1er juillet 1878
- Brigadier général Christopher Columbus Augur, 1er juillet 1878 - 26 décembre 1880
- Colonel Henry Jackson Hunt, 6 janvier 1881 – 14 septembre 1883